# Communauté de communes des Portes de Rosheim
La communauté de communes des Portes de Rosheim est une communauté de communes française, située dans le département du Bas-Rhin et la région Grand Est.

## Histoire
La communauté de communes a été créée le 29 décembre 1992. Anciennement communauté de communes du canton de Rosheim, elle est renommée communauté de communes des Portes de Rosheim le 1er janvier 2017.
Le site du Massif vosgien, inscrit au titre de la loi du 2 mai 1930, regroupe 26 communes du Schéma de cohérence territoriale (SCOT) situées à l’Ouest de la R.N. et de la R.D. 422.

## Territoire communautaire

### Géographie
Bischoffsheim sépare Innenheim du reste de la communauté de la Communauté de communes du Pays de Sainte-Odile.

### Composition
La communauté de communes est composée des 9 communes suivantes :

| Nom                     | Code Insee | Gentilé          | Superficie (km2) | Population (dernière pop. légale) | Densité (hab./km2) |
| ----------------------- | ---------- | ---------------- | ---------------- | --------------------------------- | ------------------ |
| Rosheim (siège)         | 67411      | Rosheimois       | 29,55            | 5 409 (2022)                      | 183                |
| Bischoffsheim           | 67045      | Bischoffsheimois | 12,33            | 3 360 (2022)                      | 273                |
| Bœrsch                  | 67052      | Bœrschois        | 23,39            | 2 435 (2022)                      | 104                |
| Grendelbruch            | 67167      | Grendelbruchois  | 14,63            | 1 224 (2022)                      | 84                 |
| Griesheim-près-Molsheim | 67172      | Griesheimois     | 4,62             | 2 341 (2022)                      | 507                |
| Mollkirch               | 67299      | Mollkirchois     | 12,47            | 881 (2022)                        | 71                 |
| Ottrott                 | 67368      | Ottrottois       | 28,89            | 1 594 (2022)                      | 55                 |
| Rosenwiller             | 67410      | Rosenwillerois   | 5,5              | 640 (2022)                        | 116                |
| Saint-Nabor             | 67428      | SaintNaborois                 | 1,89             | 511 (2022)                        | 270                |

### Démographie
| 1968   | 1975   | 1982   | 1990   | 1999   | 2007   | 2012   | 2015   | 2017   |
| ------ | ------ | ------ | ------ | ------ | ------ | ------ | ------ | ------ |
| 10 034 | 11 119 | 12 400 | 13 525 | 15 645 | 17 134 | 17 728 | 17 838 | 17 945 |

## Administration

### Siège
Le siège de la communauté de communes est à Rosheim, 86 bis place de la République.

### Tendances politiques
| Commune                 | Maire                | Étiquette | Étiquette |
| ----------------------- | -------------------- | --------- | --------- |
| Bischoffsheim           | Claude Lutz          |           | DVD       |
| Bœrsch                  | Colette Jung         |           | SE        |
| Grendelbruch            | Jean-Philippe Kaes   |           | LR        |
| Griesheim-près-Molsheim | Christophe Friedrich |           | DVD       |
| Mollkirch               | Mario Troestler      |           | SE        |
| Ottrott                 | Claude Deybach       |           | DVD       |
| Rosenwiller             | Philippe Wantz       |           | DVD       |
| Rosheim                 | Michel Herr          |           | UDI       |
| Saint-Nabor             | Régis Muller         |           | SE        |

### Conseil communautaire
Les 31 conseillers titulaires sont ainsi répartis selon le droit commun comme suit : 
| Nombre de délégués | Communes                            |
| ------------------ | ----------------------------------- |
| 8                  | Rosheim                             |
| 6                  | Bischoffsheim                       |
| 5                  | Bœrsch                              |
| 4                  | Griesheim-près-Molsheim             |
| 3                  | Ottrott                             |
| 2                  | Grendelbruch                        |
| 1                  | Mollkirch, Rosenwiller, Saint-Nabor |

### Élus
La communauté de communes est administrée par son conseil communautaire constitué en 2020 de 31 conseillers communautaires, qui sont des conseillers municipaux représentant chacune des communes membres.
À la suite des élections municipales de 2020 dans le Bas-Rhin, le conseil communautaire du 7 juin 2020 a réélu son président, Michel Herr, maire de Rosheim, ainsi que ses 4 vice-présidents. À cette date, la liste des vice-présidents est la suivante :
|     | Attributions                                 | Identité             | Qualité                          |
| --- | -------------------------------------------- | -------------------- | -------------------------------- |
| 1er | Finances et environnement                    | Philippe Wantz       | Maire de Rosenwiller             |
| 2e  | Économie et GEMAPI                           | Claude Lutz          | Maire de Bischoffsheim           |
| 3e  | Tourisme                                     | Claude Deybach       | Maire d'Ottrott                  |
| 4e  | Petite enfance, enfance et jeunesse, travaux | Christophe Friedrich | Maire de Griesheim-près-Molsheim |

Ensemble, ils forment le bureau communautaire pour la période 2020-2026.

### Liste des présidents
| Période                                  | Période                   | Identité    | Étiquette    | Qualité                                                   |
| ---------------------------------------- | ------------------------- | ----------- | ------------ | --------------------------------------------------------- |
| Les données manquantes sont à compléter. |                           |             |              |                                                           |
| 2001                                     | 15 avril 2014             | Guy Erb     |              | Maire de Griesheim-près-Molsheim (1983 → 2014)            |
| 15 avril 2014                            | En cours (au 7 juin 2020) | Michel Herr | DVD puis UDI | Maire de Rosheim (2008 → ) Réélu pour le mandat 2020-2026 |

### Compétences
L'intercommunalité exerce les compétences qui lui ont été transférées par les communes membres, dans les conditions définies par le code général des collectivités territoriales.

## Transports
La communauté de communes est devenue autorité organisatrice de la mobilité (AOM).

### Impact énergétique et climatique

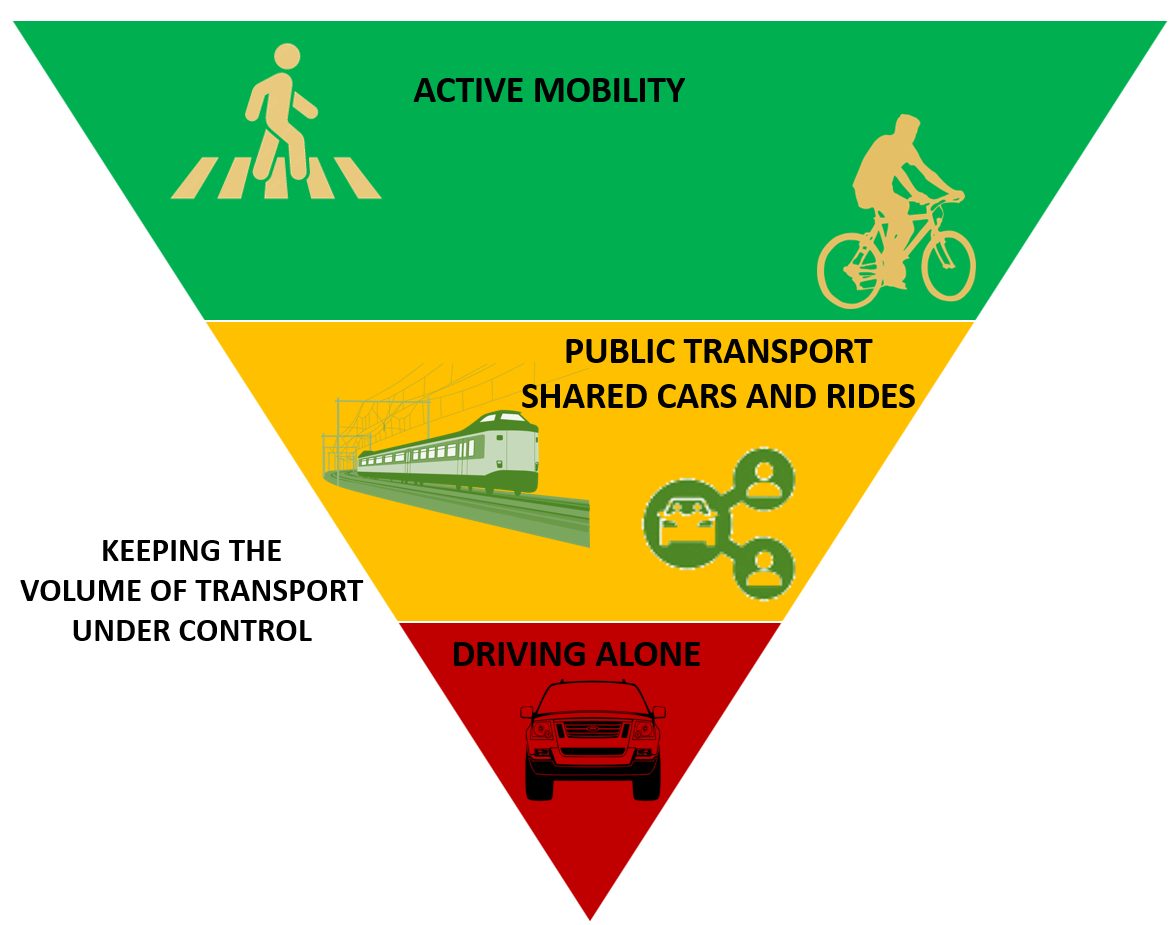
Pyramide de la mobilité, proposée par le projet européen Share North.

| -                              | Transports routiers | Autres transports |
| ------------------------------ | ------------------- | ----------------- |
| Carburant (GWh)                | 65                  | 1                 |
| Électricité (GWh)              | 0                   | 0                 |
| Gaz à effet de serre (ktéqCO2) | 16                  | 0                 |

## Énergie et climat
Dans le cadre du schéma régional d'aménagement, de développement durable et d'égalité des territoires (SRADDET) du Grand Est, ATMO Grand Est tient à jour les statistiques énergétiques  des établissements publics de coopération intercommunale de la collectivité européenne d'Alsace sous forme de diagramme de flux.
L'énergie finale annuelle, consommée en 2020, est exprimée en gigawatts-heures,.
| -                          | GWh |
| -------------------------- | --- |
| Électricité                | 85  |
| Carburants ou combustibles | 228 |
| Chaleur primaire           | 17  |

L'énergie produite en 2020 est également exprimée en gigawatts-heures.
| -                          | GWh |
| -------------------------- | --- |
| Électricité                | 1   |
| Carburants ou combustibles | 154 |
| Chaleur primaire           | 17  |

Les gaz à effet de serre sont exprimés en kilotonnes équivalent CO2.
| -                     | ktéqCO2 |
| --------------------- | ------- |
| Liées à l'énergie     | 48      |
| Non liées à l'énergie | 7       |